# 紫雷美央
紫雷 美央（しらい みお、1988年2月14日 - ）は、日本のレフェリー、女性プロレスラー。身長163cm、体重54kg、血液型A型。神奈川県鎌倉市出身。フリーランスで活動。
夫は元プロレスラーのタンク永井。実妹は女子プロレスラーの紫雷イオ。祖父はプロ野球選手の大館勲。

## ユニット
- TEAM MAKEHEN（2007年 - 2009年）
- トリプルテイルズ（2010年 - 2011年）
- トリプルテイルズ.S（2011年 - 2014年）
- ホワイトテイルズ（2012年 - 2013年）- WAVE
- 正危軍（2012年 - 2015年）- OZアカデミー
- 私立プロレス学園（2013年）- WNC
- クローズ（2013年 - 2015年）- WAVE

## 経歴
2007年
- 3月4日 - 橋本友彦プロデュース興行『MAKEHEN』で、妹のイオと共にデビュー。

2009年
- 「TEAM MAKEHEN」から妹と共に退団。フリー転向後も「紫雷姉妹」として団体を渡り歩く。
- 女子プロレスラー華名と共にトリプルテイルズを結成し、自主興行も開催された。

2010年
- メキシコへ修行。AAAでは、マスクウーマン・KAGUYAとして人気を博す。

2011年
- 2月25日 - トリプルテイルズで、SMASHに参戦。TAJIRI・矢郷良明・大家健組と対戦し、勝利。
- 5月18日 - ユニオンプロレスの記者会見の席上で、会見に遅刻した事に対し、怒り狂って襲いかかってきた大家健をビンタと首4の字固めで返り討ちにする。
- 5月31日 - 路上で、5月18日の復讐を企む大家健に挑まれるが、首4の字固めで返り討ちにする。
- 6月2日 - ユニオンプロレス「雨ニモマケズ ユニオン in 新宿」に、イオとともに参戦。大家健・チェリー組と対戦し、美央が大家からフォールを奪う。
- 7月10日 - ユニオンプロレスで、大家健を破り第5代SGPグローバルジュニアヘビー級王者になる。シングル王座初戴冠。試合後に、犬の首輪を大家に投げつけ「駄犬」としてペット化する。
- 8月11日 - SMASH.20で、木藤拓也・児玉ユースケ（のちの児玉裕輔）と組み、宮本裕向・Ray・YO-HEYと対戦し、木藤が宮本にフォールされる。試合後、木藤に結婚を求められ、追い掛け回される。
- 9月8日 - SMASH.21で、木藤拓也と結婚を懸けたノールールマッチとして対戦。有刺鉄線バットを持ち込み、ギブアップを奪う。
- 9月18日 - トリプルテイルズ自主興行「けものモンスーン」を最後に、イオがトリプルテイルズを円満離脱し、華名との2人組ユニット「トリプルテイルズ.S」として再スタートする。

お互いの成長のため紫雷姉妹としてタッグも解消している。
- 9月19日 - 大家健を相手に、大家は首輪に、美央は手首にチェーンを巻きつけるチェーンデスマッチのルールでSGPグローバル王座防衛戦を行う。ミニスカ浴衣姿で、チェーンを巧みに使って大家を追い込み、首4の字固めで失神させ返り討ちにする。王座初防衛。
- 10月19日 - チェリーを相手に、SGPグローバル王座防衛戦。終盤で、美央がチェリーを羽交い締めにしたところで、大家健が乱入。大家の炎のスピアーが美央に誤爆したところを、チェリーに丸め込まれ王座転落。
- 10月28日 - SMASH.22で、松田慶三・平野勝美 vs 木藤拓也の「妄想実況ハンディキャップマッチ」の実況。試合中、松田に詰め寄られるシーンもあったが、木藤が救出。
- 11月24日 - SMASH.23で、木藤拓也と、「木藤が連れてきたイケメン」として小仲＝ペールワンと組み、松田慶三・平野勝美・市来貴代子と対戦。敗れる。
- 12月31日 - 年越しプロレス2011年大会に出場。この大会では、日本インディー大賞授賞式が行われた。「ニューカマー賞」を受賞した美央は、授賞式で黒い涙を流して感激を顕にしていた[3]。

2012年
- 1月3日 - ユニオンプロレス後楽園大会にて、「けんとみお」タッグでNOSAWA論外＆イオの持つアメリカスミックストタッグ選手権に挑戦。姉妹対決となったこのタイトルマッチだったが、大家がNOSAWAにフォールされ敗戦。試合後タッグ解消へ。
- 2月26日 - OZアカデミーで、尾崎魔弓とシングル。敗れたが、試合後に尾崎率いる「正危軍」入り。
- 4月8日 - ユニオンプロレスにて、「チェリー負けたら年齢公開マッチ」の相手GAMIのセコンドに就くが、敗戦後にGAMIから、スッピンが自分そっくりだと暴露される。5月4日後楽園で「実年齢・コントラ・厚化粧」が決まる。
- 4月26日 - WNCプレ旗揚げ戦に参戦。華名と組み、朱里&真琴組と対戦して勝利。試合後、華名と真琴の間で一触即発となったが、間に入ってなだめ、真琴をかばった。
- 4月29日 - OZアカデミーで、尾崎魔弓とのタッグでアジャ・コング&加藤園子組が持つOZアカデミー認定タッグ王座に挑戦するも、奪取に失敗。この試合で、鼻骨を骨折してしまう。
- 5月4日 - ユニオンプロレス後楽園大会で、さくらえみを代役に立てて、チェリーとコントラ・マッチ。自身は、セコンドに就き勝利。スッピン公開は免れた。
- 5月24日 - WNC旗揚げ戦で、真琴&りほ（のちの里歩）組のセコンドを務める。試合後、真琴とともにクズプロ参戦が決定。
- 6月2日 - クズプロ旗揚げ戦で、真琴のセコンドを務める。
- 6月8日 - プロレスリングWAVEのCatch the WAVEで、栗原あゆみを新技「土蜘蛛」で破り、この勝利でアイアンマンヘビーメタル級王座（第910代）も獲得した。
- 9月23日 - アイスリボン後楽園大会で、志田光を降しICE×60王座奪取。
- 10月3日 - 10月23日におこなわれる、DDT主催の後楽園ホール大会への出場をかけた「DDT48総選挙結果発表～プロレスファンが選ぶ18議席～」にエントリー、138票を集め第11位にランクイン。（1位は372票を集めた飯伏幸太）
- 11月27日 - WAVE主催で、後楽園ホールにて開催された「AAA/レイナ・デ・レイナス2012」へ、AAA遠征時のKAGUYAとしてエントリーし、準優勝した。
- 11月30日 - 華名のWNC退団に伴い、自身も一時撤退した。
- 12月16日 - Regina di WAVE王座決定トーナメント出場枠をかけた、人気・運・実力で競う「ZAN1」で372ポイントを獲得し、2位にランクイン（1位は374ポイントを集めた大畠美咲）。

2013年
- 2月13日 - ユニオン新木場大会にて、敗者追放マッチで敗れた大家健とともに、ユニオン追放。同大会の最後に、大家と共に目出し帽を被り「謎覆面A・B（Bが美央）」として登場。以降、謎覆面軍団を増やしつつ外敵として参戦。
- 9月23日 - ユニオン横浜大会にて、HAYATAによって覆面を剥がれる。また、同大会にてユニオンvs謎覆面軍団の抗争が終了したことにより、ナオミ・スーザン代表から復帰が認められる。
- 10月31日 - WNC後楽園大会で、真琴率いる「私立プロレス学園」に入学。
- 11月29日 - WNC新宿大会に、大畠美咲とともに参戦し、真琴・松本都 with 加藤悠と対戦。真琴から首四の字固めでギブアップを奪い勝利[4]。
- 12月27日 - 翌年4月のトリプルテイルズ.S興行にて、同ユニットの解散を発表。

2014年
- 1月22日 - それまで、フリーとしてレギュラー参戦していたOZアカデミー、プロレスリングWAVE、アイスリボン、ユニオンプロレス4団体と所属契約を結ぶ[5][6]。所属第1戦は、同日夜のWAVE新木場大会「Weekday WAVE vol.70」で、大畠美咲・藤本つかさとの「クローズ」として、桜花由美・志田光・夏すみれと6人タッグで対戦し、夏にヒザ蹴りを見舞わせ、紫閃光からの片エビ固めで記念すべき試合を勝利で飾ったが、試合後に夏からスッピンが「GAMIそっくり」であると暴露され激怒、急遽、大阪大会でシングルが決まった[7]。
- 1月25日 - WAVE大阪道頓堀アリーナ大会で、夏すみれとシングル。ロープに張り付けにしてペットボトルの水を顔面に浴びせ、最後は首4の字固めでギブアップを奪う[8]。
- 1月29日 - アイスリボン所属初戦として、道場マッチで藤本つかさ・松本都と組み、渋谷シュウ・内藤メアリ・世羅りさ組と対戦し、バズソーキックから片エビ固めでメアリから勝利。試合後の締め、「プロレスでハッピー。アイスリボン!」もコールした[9]。
- 2月9日 - OZアカデミー所属初戦として、新宿大会で尾崎魔弓・桜花由美との正危軍トリオで、ダイナマイト関西・アジャコング・永島千佳世組と対戦し、土蜘蛛で永島から勝利。3月2日新宿大会でのマッチメイク権が与えられた[10]。
- 2月11日 - ユニオン所属初戦として、横浜ラジアントホール大会でチェリーと組み、米山香織・Sareee組と対戦し、土蜘蛛でSareeeから勝利し、4団体各所属初戦をすべて直接勝利で終えた。試合後に、チェリーが持つFTE王座挑戦を表明した[11]。この日は、アイス・WAVEにも参戦。OZでは、試合ではないが、便乗する形でイベントを開いた。
- 3月2日 - マッチメイク権を与えられたOZアカデミー新宿大会にて、AKINOの持つOZアカデミー認定無差別級王座に初挑戦するも、土蜘蛛を切り返されて敗れる。
- 3月23日 - ユニオン・ラゾーナ川崎プラザソル大会で、チェリーのFTE王座に挑戦するが、春夜恋で敗れる[12]。
- 4月26日 - トリプルテイルズ.S解散興行大阪大会の華名&美央vsコマンド・ボリショイ＆中島安里紗にてユニットのタッグパートナーである華名と決裂。東京大会では対角線上に立つことになる。
- 5月15日 - トリプルテイルズ.S解散興行東京大会の美央&春山香代子vs華名&中島安里紗では、華名とはほぼ絡む事無く試合終了。試合後、主張の噛み合わぬマイクのやり合いのまま、ユニットは解散、決別となる。
- 8月31日 - 4団体所属として、初タイトルとなるFTE王座獲得。
- 9月11日 - 自身が所属する4団体の合同興行「M.I.O.（ミッション・イン・オーダテ）」で、有刺鉄線デスマッチに初挑戦。
- 10月11日 - くるみとともに、信州プロレスへ初参戦する[13]。
- 10月29日 - WAVE後楽園大会にて、同団体の生え抜き第2号となる長浜浩江のデビュー戦の相手となる。
- 12月23日 - スターダム後楽園ホール大会に来場。イオに、M.I.O第二弾でのシングルマッチを要求。イオが受諾したため、2月に対戦することが決定。

2015年
- 2月14日 - 新宿FACEにて、第二回M.I.O開催。504人の超満員札止めを記録。イオとの一騎討ちも、ムーンサルトプレスに敗北。
- 2月16日 - M.I.O興行の会見にて、9月20日に後楽園ホール[14] で開催予定の第五回M.I.O興行をもって、引退することを発表。
- 5月9日 - 大阪・生野区民センターにて第三回M.I.O開催、師匠である佐々木貴とのシングルマッチ。最後は貴の奥の手である直下式Dガイストを食らい敗北。
- 6月7日 -  OZアカデミー新宿FACE大会にて、AKINOの保持するOZアカデミー認定無差別級王座に挑戦、正危軍のアシストを受け勝利。しかし、同日夜開催のOZABUN興行でのベルト剥奪マッチで小林香萌に破れベルト剥奪、同ベルト最短となる、保持期間0日となった。
- 6月19日 - 新宿FACEにて、第四回M.I.O開催。メインにて、中島安里紗とのシングルマッチ。フルタイムドローも、両者の希望で時間無制限の延長戦に突入、最後は中島のダルマ式ジャーマンに沈む。
- 7月19日 - OZアカデミー新宿FACE大会にて、MK4の花月と小林が保持するOZアカデミー認定タッグ王座に尾崎と挑戦。結果、勝利し第22代タッグチャンピオンとなり、これにより所属する4団体全てでベルト[15] を獲得したことになる。
- 9月13日 - WAVE大阪大会で、直接の対戦ではないが、WAVEラストマッチを行う華名と抱擁。
- 9月20日 - M.I.O.後楽園ホール大会「さよならみんなのお姉ちゃん」で引退。同時に結婚を発表。
- 9月28日 - ニコニコプロレスチャンネル内のニコ生にて、KAIENTAI DOJO所属のタンク永井と婚約している事を公表した。
- 10月10日 - 婚姻届を提出、結婚。
- 12月31日 - 大晦日のアイスリボン後楽園ホール大会より、フリーランスのレフェリー、MIOとしてデビュー。以降、アイスリボン、OZアカデミー、YMZ、KAIENTAI DOJOを中心に活動。

2016年

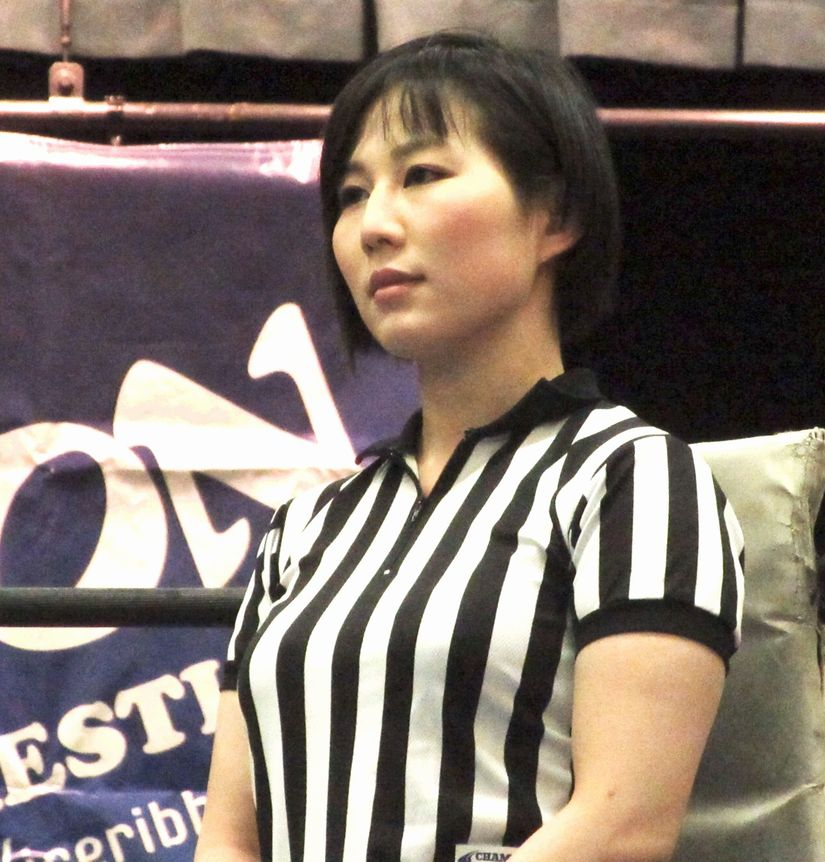
レフェリーのMIO

- 2月14日 - KAIENTAI DOJOのバンビプロデュース興行にて、リングアナデビュー。2月25日の後楽園ホール大会でもリングアナを務める。
- 2月28日 - 全日本プロレスで特別レフェリー。
- 4月17日 - KAIENTAI DOJO後楽園ホール大会にて、旭志織vsMIKAMIのインディペンデント・ワールド・ジュニアヘビー級王座選手権試合を裁く。
- 8月16日 - アイスリボン上野大会前の会見にて、9月1日付でアイスリボンにスタッフとして入社することを発表。レフェリーの他、千春から引き継いでプロレスサークルコーチを務める。但しニコプロMCやOZアカデミー等での活動は継続する[16]。
- 12月31日 - 妊娠を発表。レフェリーとしての活動は正危軍も含めて一時停止。ニコプロMCやコーチとしての活動はギリギリまで継続。

2017年

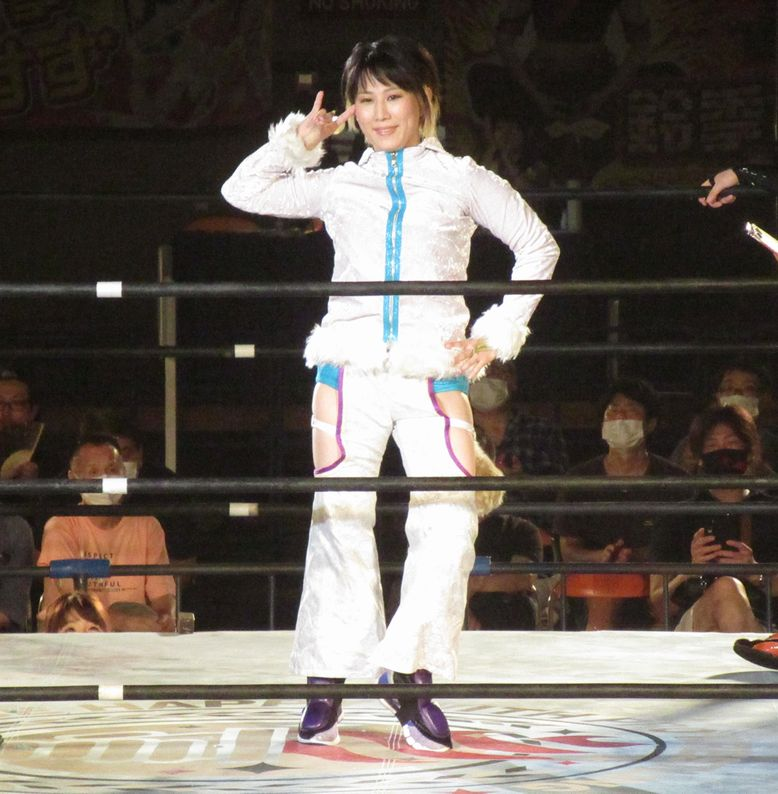
一夜限りの復帰

- 5月3日 - 産休に入る為、プロレスサークルコーチを一時退任。
- 6月18日 - 出産[17]。
- 11月23日 - アイスリボン横浜ラジアントホール大会にて、レフェリー復帰。

2020年
- 7月25日 - アイスリボン後楽園ホール大会において、エキシビションという形ではあるが、HIRO’eを相手に久しぶりに試合を行った[18]。
- 8月9日 - アイスリボン横浜文化体育館大会において、欠場となった石川奈青の代役として1日限定復帰。藤田あかね&朝陽（パートナーは青野未来）を相手に、紫閃光や女郎蜘蛛など現役時代の技を繰り出すも、最後は朝陽のビクトリーサンライズ（変形高角度エビ固め）の前に惜しくも敗れた[19]。

2023年
- レフェリーとしてだけでなく、選手としても試合に参加するようになるが、アイスリボン公式サイトには、以前と同じレフェリーとして掲載されている。
- 11月4日 - R-village PARTY〜BATTLE LIVE SP vol.3〜supported by ICERIBBONにて、出場予定だったQUEEN VALKYRIEのYuuRIが体調不良になってしまい、急遽杏ちゃむとのタッグで出場となり限定復帰となった。尚、コスチュームはYuuRIのを着用した。レフェリーも咲蘭が行った。

2024年

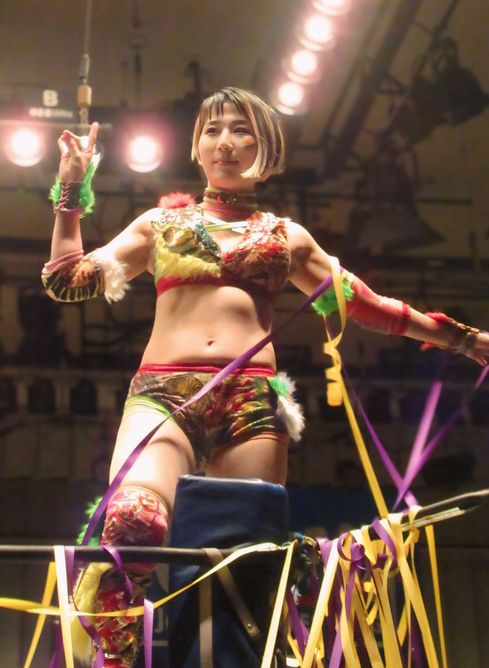
2024.8.24後楽園ホール

- 6月23日 - アイスリボン後楽園ホール大会にて、真白優希の持つトライアングルリボン王座にウナギ・サヤカと共に挑戦するも、真白に敗北。試合後、ウナギから「レフェリーなのか試合するのかどっちかわからない、引退してるのに」と問いかけられ「引退しているがレフェリーMIOの肩書に（選手）とついた感じ」「怪我しない人間はいない、リング上はなにかしらトラブルがある。私みたいな存在がプロレス界の安全を上げると思ってる。」と返答し、二刀流を宣言。
- 7月27日 - 横浜産貿ホール大会にてウナギ・サヤカとのタッグ結成、次回後楽園にてリボンタッグへの挑戦が決定。
- 8月24日 - アイスリボン後楽園ホール大会にて、星ハム子・真琴の保持するインターナショナル・リボンタッグ王座に、ウナギ・サヤカとのタッグで挑戦するも敗北。
- 10月30日 - 道場マッチにて、咲蘭、芦田美歩、古川奈苗と共に、12月31日を以て退団することを発表。

2025年
- 1月1日 - レスラー、レフェリー共にフリーランスとして活動開始。
- 5月6日 - 咲蘭と共にアイスリボンに参戦。

## タイトル歴
- SGP認定グローバルジュニアヘビー王座（第5代）
- アイアンマンヘビーメタル級王座（第910代）
- TLW世界女子ヤングタッグ王座（初代）（パートナーは紫雷イオ）
- ICE×60王座（第15代）
- WAVE認定タッグ王座（第5代、第14代）（パートナーは華名→大畠美咲）
- ユニオン認定Fly to Everywhereワールドチャンピオンシップ（第4代、第7代）
- インターナショナルリボンタッグ王座（第34代）（パートナーは、つくし）
- OZアカデミー認定無差別級王座（第17代）
- OZアカデミー認定タッグ王座（第22代）

## 得意技

### フィニッシュ・ホールド
蜘蛛の巣
MIOのオリジナル技。
飛びつき式変形卍固め。
相手の右腕を捕らえながらその腕を軸に旋回し、両足で相手の頭部と左腕を挟み込み、右腕を自らの左脇下に抱え込んで首、肩、脇腹等を同時に極める複合関節技。
土蜘蛛
シットダウン状態の相手に背後から首4の字をかけ、そのまま前転しつつ相手の足をクラッチしてフォールを奪う。主なフィニッシュ・ホールド。
土蜘蛛・速
ビクトル式腕十字の要領で丸め込む変形の土蜘蛛。

### その他
紫閃光
スタンド状態にある相手の太ももを踏み台にして放つ延髄斬り。
首4の字固め
女郎蜘蛛
相手に首四の字固めを仕掛けた状態でトップロープから垂れ下がる。反則技のため、直接ギブアップを奪う技ではない。
エグ蹴り
バズソーキック
八咫烏
バズソーキックをガードされた直後に高速で叩きこむバズソーキック。木高イサミの得意技で、引退まで限定で本人から借り受ける。
619
ダブルアームフェイスバスター
スイングDDT
ビッグブーツ
水面蹴り
STO

### 反則技
凶器攻撃
工事現場等で使用される「カラーコーン」「コーンバー」「誘導棒」等を凶器として愛用している。

## 合体技
バイオレット・フラッシュ
紫雷イオとのタッグ技。イオが美央を担ぎ、美央が正面の相手の首を捕らえ、イオが美央を跳ね上げて美央がスイングDDTで相手の頭を叩きつける。
イオとのタッグ解消後も、HAYATA等の以降タッグを組んだ選手とも使用している。

## ヒールとして
OZアカデミーでは、尾崎魔弓が率いる「正危軍」のメンバーとして、ヒールに徹している。そのため、凶器の使用に関しても積極的。2013年8月31日「OZアカデミー大阪大会」では、初めてコーンバーを持参して使用。アジャ・コングを手錠で拘束し、リングアウト勝ち。タッグチャンピオンベルトへの挑戦権を獲得した。さらに、カラーコーン、誘導棒等も使用する。
プロレスリングWAVEでも大畠美咲とのタッグ「プラスマイナス」（あるいは藤本つかさも加わった「クローズ」）ではコーンバー、カラーコーン、誘導棒等を使用する。また、スッピンネタ（主に夏すみれ）に対する反撃として雑巾やペットボトルの水を使用することもある。
SMASHに参戦していた時には木藤拓也とのシングルで有刺鉄線バットを持ち込んでギブアップを奪った。
2012年に鼻を骨折した際に鼻に黒いガード（鼻布）を巻いていたが、OZアカデミーでのヒールスタイルに似合う事から完治後もOZでは常時着用している。
引退後のレフェリー「MIO」としても引き続き正危軍であり、通常のレフェリーのものとは違う赤いユニフォームを着用して正危軍を贔屓している。また、正危軍が絡まない試合の場合は通常の白黒のユニフォームを着用し、ごく普通のレフェリーとして裁いている（但しアイスリボンで裁く試合は大抵、藤本つかさが仕組んだ松本都の「イヤガラセカード」になる）。

## 入場テーマ曲
- 『FOXY FIGHTER』(トリプルテイルズ.S「Sadism」収録)
- 『Humble Neighborhoods』(P!NK)

## メディア出演
- 「野獣学園」(Vシネマ、2008年)
- 「グラドルバトル デスコロシアム アンダーカヴァーズ クライシス 潜入捜査官危機一髪」(ZENピクチャーズ、2009年)
- 「髭男爵 山田ルイ53世のルネッサンスラジオ」(文化放送、2014年)
- 「紫雷美央の「」」(ニコニコプロレスチャンネル、ニコ生、月1回配信、引退後も当面継続)
- 「新婚さんいらっしゃい!」（朝日放送、2016年12月25日）[20][21]

## その他
- リングネームは、姉妹ともに母親による命名。
- 打撃技を得意とし、オープンフィンガーグローブを着用していた事から、将来的には総合格闘技への挑戦も視野に入れているなどと言われていたが、当人が語るところでは、本業のプロレスが好調のため当面その予定はないと言う。
- 紫雷姉妹の上にもう一人姉がいる[22]（一般人で専業主婦）。「妹ちゃんがプロレスラー」というブログを開設し、自作マンガで紫雷姉妹を中心とした一家の日常エピソードを描いている。
- 自身のコスチュームは、自らのデザインによるもの。ユニオン参戦時に「紫雷美央・大家駄犬」Tシャツをデザインし、会場で販売された。他選手のコスチュームのデザインを手掛ける事もあり、水波綾・藤本つかさ（WAVE参戦時仕様）・世羅りさ・夏すみれが着用している他、栗原あゆみ・大畠美咲も着用していた。また、リングシューズに見えるブーツカバーも開発した（最初に使用したのは、妹のイオ）。WAVEでは、飯田美花・夏すみれ・朱崇花など、後輩レスラーに私服をプレゼントしたり、試合中落ちにくいメイクを手ほどきしたことがある。
- 本人曰く、「関節技をかけるのが苦手」。
- 神奈川県出身とのことだが、リング上でのトークでは関西弁が入る。
- あまり頭が良くないほうで、試合中、竜剛馬に「アメリカの国旗の星の数は何を意味しているか？」と聞かれ、「倒した国の数」と答えた（正解は、アメリカ国内の州の数）。
- 現役時代、「引退後は引きこもる」と発言していたが、引退後もニコニコプロレスチャンネルのレギュラー番組や、魔界錬闘会へのアクターとしての出演、物販の売り子などで姿を見せており、12月31日にレフェリーデビューを果たした。
- 三児の母親[23]